# Křemenná vlákna

Chemická vazba křemene

Křemenná vlákna jsou výrobky se zvýšeným obsahem oxidu křemičitého (SiO2).
V závislosti na složení výchozí látky se dají křemenná vlákna rozdělit na dvě skupiny:
- vlákna z kyseliny křemičité (s obsahem asi 80–99 % SiO2)
- vlákna z čistého křemíku (nad 99 % SiO2)[2]

## Vlákna z kyseliny křemičité
Výroba: Na vlákna z E skla se působí různými kyselinami (dusičná, sírová aj.), zbytek kyseliny se vypere, vlákna se osuší a navinou na cívky.
Vlastnosti: V textilii se může touto úpravou zvýšit obsah křemíku až na 99 %, výrobek snáší trvale teploty až 1200 °C, má hustotu 2,2 g/cm3, tažnou pevnost 70 kp/mm2, modul 6200–7200 kp/mm2 a v ostatních chemicko-fyzikálních vlastnostech se neliší od textilií z čistého křemíku.
Použití: příze (17–272 tex), tkaniny (200–600 g/m2), šňůry, stuhy, hadice.

## Vlákna z čistého křemíku
Vlákna s obsahem nad 99 % SiO2 se vyrábějí suchým zvlákňováním z vodnaté skloviny. Vlákna mají hustotu 2,2 g/cm3, tažná pevnost 70 kp/mm2, modul 6200–7200 kp/mm2. Používají se většinou jako příze (17–272 tex) např. na izolace drátů.
„Ultračistá“ křemenná vlákna (99,99 SiO2) se vyrábějí z preformy tzv. bezkontejnerovou technologií.Výrobky snášejí vysoké teploty (do 1090 °C), ultrafialové záření a radiaci světelných paprsků. Používají se většinou jako příze např. v kompozitech pro radomy na špicích letadel (ochrana proti poletujícím předmětům a proti statické elektřině).
Preforma je skleněná trubice s průměrem 1–10 cm a délkou 1–2 m, která se používá pro přípravu ke zvlákňování u všech variant výroby vláken z čistého křemene. Do preformy pro optická vlákna se nanášejí dopovací látky (SiO4+BCl3, SiCl4+GeCl4 aj), kterými se po zahřátí dosáhne úprava úhlu zlomu světelných paprsků.
Celosvětová výroba preform na optická vlákna byla v roce 2016 zaznamenána s cca 15 tisíci tun (½ v Číně), do roku 2021 se počítalo se zvýšením na dvojnásobek.

### Optická vlákna
„Skleněné“ optické vlákno pro přenos dat s pomocí světelných paprsků na větší vzdálenosti sestává z jádra, pláště a ochranného obalu. Jádro a plášť jsou z čistého SiO2, obal z umělého plastu, obvykle z polyakrylu.

Schéma vedení paprsku hlavními typy optického vlákna (jádro= svěle, plášť=modře)

#### Výroba
Do dutiny preformy se nanášejí dopovací plyny za současného zahřívání preformy posuvným hořákem až na 2000 °C. Preforma se taví, tavenina se protahuje tryskou, vzniklá vláknina (jádro) se obaluje pláštěm s kontrolovanou tloušťkou výsledného vlákna. V poslední fázi se na vlákno nanáší ochranná vrstva z plastické hmoty a výrobek se navíjí na cívku.
Výrobní linka se staví vertikálně v celkové délce 6–7 metrů, odváděcí rychlost dosahovala na začátku 21. století 200–800 m/min.
Podle možného použití hotového vlákna se přizpůsobuje v preformě způsob dopování (skokem nebo kontinuálně) a průměry jádra a pláště vlákna (jedno- nebo vícevidové).
Na nákresu vpravo je znázorněno (shora dolů): vícevidové vlákno dopované skokem – vlákno dopované kontinuálně (gradientní) – jednovidové vlákno.
Vícevidová vlákna se používají jen k přenosu dat na krátké vzdálenosti, jednovidová na vzdálenost několika desítek kilometrů.

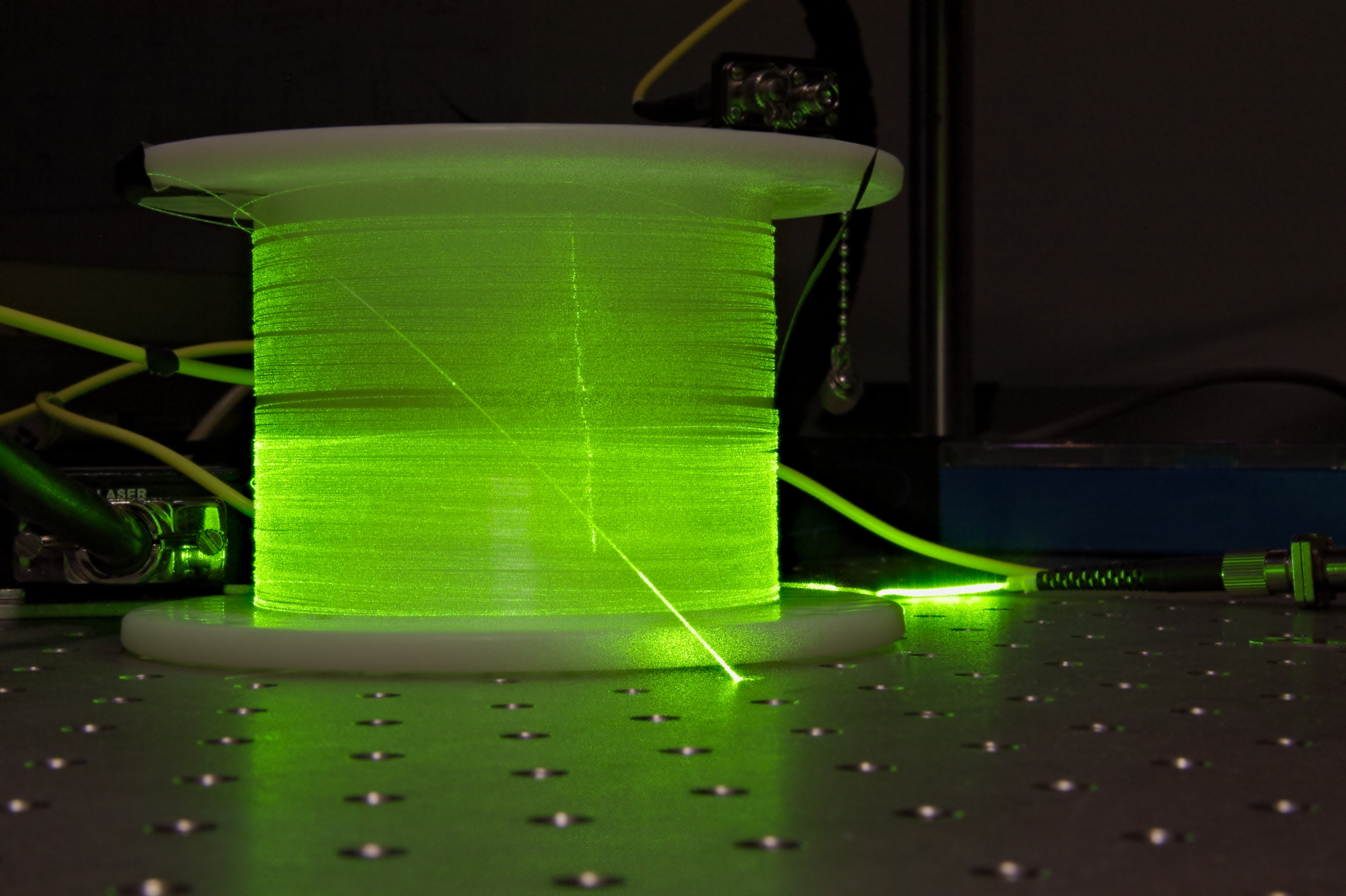
Cívka s cca 30 m jednoovidového vlákna (dopovaného erbiem). Vlákno je osvětlené laserem

#### Vlastnosti a použití
K hlavním parametrům patří: ztráta energie přenosem (u jednovidových vl. 0,2 dB/km = cca 4,5 % na km), numerická apertura, útlum, disperze.
Použití: optická komunikace, laser, ampliony, senzory.